# 紅棘泳䲁
紅棘泳䲁（學名：Acanthanectes rufus），為條鰭魚綱䲁形目三鰭䲁科棘泳䲁屬的一個種，分布於東南大西洋南非齊齊卡馬國家公園海域，深度15-25公尺，本魚體延長呈圓柱狀，頸部無皮瓣，體被櫛鱗，背鰭分成三部分，背鰭硬棘18-19枚、背鰭軟條10枚、臀鰭硬棘1枚、臀鰭軟條21-22枚，體長可達3.6公分，棲息在近岸礁石區，雌魚產附著性卵在藻類築的巢，雄魚會守護卵，幼魚為浮游性，雜食性，主要以藻類及小型之無脊椎動物為食，生活習性不明。